# Kaspar Klimowitsch
Kaspar Klimowitsch (ur. 5 lutego 1914, zm. 28 maja 1947 w Landsberg am Lech) – zbrodniarz hitlerowski, członek załogi obozu koncentracyjnego Mauthausen-Gusen i SS-Rottenführer.
Obywatel rumuński narodowości niemieckiej. Członek Waffen-SS od 15 lipca 1943. Już następnego dnia przydzielono go do służby w kompleksie obozowym Mauthausen, gdzie pełnił służbę jako strażnik w podobozach Gusen I, Wiener-Neudorf, Ebensee i Gusen II do 9 kwietnia 1945. W Ebensee Klimowitsch był między innymi wartownikiem przy komandzie pracującym w kamieniołomach. Zastrzelił kilku więźniów sprawując tę funkcję. Zamordował też przynajmniej jednego więźnia podczas próby ucieczki.
Klimowitsch został skazany w procesie załogi Mauthausen-Gusen (US vs. Johann Altfuldisch i inni) przez amerykański Trybunał Wojskowy w Dachau na karę śmierci. Wyrok wykonano przez powieszenie w więzieniu Landsberg 28 maja 1947.